# Zlatovrv
Zlatovrv (makedonska: Златоврв) är ett berg i Nordmakedonien. Det ligger i den centrala delen av landet, 70 kilometer söder om huvudstaden Skopje. Toppen på Zlatovrv är 1 422 meter över havet, eller 532 meter över den omgivande terrängen. Bredden vid basen är 4,2 km.
Terrängen runt Zlatovrv är kuperad österut, men västerut är den platt.Närmaste större samhälle är Prilep, 6,8 kilometer söder om Zlatovrv. 
Trakten runt Zlatovrv består i huvudsak av gräsmarker. Runt Zlatovrv är det ganska tätbefolkat, med 134 invånare per kvadratkilometer.